# Smithybos equatoriensis
Smithybos equatoriensis är en tvåvingeart som beskrevs av Ale-rocha 2000. Smithybos equatoriensis ingår i släktet Smithybos och familjen puckeldansflugor.
Artens utbredningsområde är Ecuador. Inga underarter finns listade i Catalogue of Life.